# 미소노우촌
미소노우촌(御薗宇村)은 히로시마현 가모군에 설치되었던 촌이다. 현재의 히가시히로시마시에 해당한다.

## 역사
- 1889년 4월 1일 - 정촌제 시행에 의해 가모군 미소노우촌이 성립하였다.
- 1939년 7월 1일 - 구 사이조정, 요시토미촌, 시타미촌, 데라니시촌과 합병, 사이조정이 존속해 폐지되었다.

## 참고문헌
- 角川日本地名大辞典 34 広島県
- 『市町村名変遷辞典』東京堂出版、1990年。